# Hinds (banda)
Hinds é uma banda espanhola de indie rock, formada em Madrid, em 2011. É composta por Carlotta Cosials (voz, guitarra), Ana García Perrote (voz, guitarra), Ade Martin (baixo, backing vocals) e Amber Grimbergen (bateria) .Retomaram a atividade em 2013 publicando versões de alguns de seus grupos favoritos; em abril de 2014 publicaram Bamboo e Trippy Gum no Bandcamp e chamaram a atenção de numerosos meios de comunicação internacionais. Desde então têm se apresentado na Grã-Bretanha, França, Portugal, Alemanha, Noruega, Dinamarca, Holanda, Tailândia, Austrália e Estados Unidos, sendo banda principal em diversos festivais O nome original da banda era Deers, mas eles o mudaram no final de 2014 após uma ameaça de ação legal da banda de mesmo nome The Dears. O grupo escolheu "Hinds", uma palavra que significa "veados femininos", como o novo nome da banda e implementou oficialmente a mudança de nome em 7 de janeiro de 2015.
Foram lançaram três álbuns, um LP de compilação e quatro singles. Seu primeiro álbum de estúdio, Leave Me Alone, foi lançado em 8 de janeiro de 2016, e seu segundo álbum de estúdio, I Don't Run, foi lançado em 6 de abril de 2018. O terceiro álbum de estúdio da banda, The Prettiest Curse foi lançado em 5 de junho de 2020.

## História

### Duo
Hinds começou sua trajetória como um duo formado em 2011 por Carlotta Cosials e Ana García Perrote. A ideia de formar um grupo originou-se depois de uma viagem à costa espanhola. Depois de um ano e meio de inatividade, o duo então conhecido como Deers, retomou sua carreira. Em março de 2014 gravaram os temas "Bamboo" e "Trippy Gum" e publicaram-nos inicialmente no Bandcamp um single intitulado Demo. As duas canções receberam elogios de publicações do NME e The Guardian (que elegeu as Deers como grupo da semana em setembro de 2014) e de importantes músicos como Patrick Carney de The Black Keys, bem como The Pastels e Bobby Gillespie.

### Quarteto
Depois da publicação do single "Demo" e com a recente necessidade que o palco lhes gerou, o duo se converteu em quarteto ao incorporar Ade Martín ao baixo e Amber Grimbergen na bateria. Em maio as Hinds ganharam o festival Make Noise de Malasaña cujo prêmio lhes permitiu gravar seu segundo single Barn no Converse Rubber Tracks em Berlim.
Em junho de 2014 o selo britânico Lucky Number publicou a Demo numa edição limitada em vinil. Nesse mesmo mês as Hinds realizaram seu primeiro show em Londres e seu primeiro show também como quarteto. Durante o 2014 a tour ampliou-se extraordinariamente, chegando a tocar na Alemanha e França entre outros países europeus e a abrir shows de grupo como The Libertines, The Vaccines e Black Lips. Hinds têm recebido críticas elogiosas em meios como Pitchfork, Pigeons and Planos, Gorilla vs. Bear, The Line Of Best Fit, Paste e DIY.
Em 3 de novembro de 2014 publicaram o single Barn, como mudança de duo para quarteto, com as músicas "Grounded at the Barn" e "Between Cans". Novamente com o selo Lucky Number e numa edição limitada de 500 cópias, lançaram estas canções em vinil e em formato digital, esgotadas atualmente.

### Tour Mundial
Em 2015 o grupo realizou uma tour mundial, tocando em países como Tailândia, e Austrália e Estados Unidos. Se apresentaram em festivais como British Summer Time Festival, Best Kept Secret, South by Southwest, Festival Internacional de Benicasim, Dot to Dot Festival, Vida Festival e Arenal Sound Festival.

### Leave Me Alone
Em abril de 2015 gravaram seu álbum de estreia em Cádiz no estudo do produtor Paco Louco e com a colaboração de Diego García, cantora de The Parrots, que também colaborou como engenheiro nos singles 'Demo' e 'Barn'. O álbum se entitulou "Leave Me Alone" e foi publicado em 8 de janeiro de 2016. O disco teve 12 canções, incluindo os singles "Bamboo", "Grounded at the Barn" e "Chili Town", além de várias músicas inéditas.
O álbum estreou na posição número 47 na UK Albums Chart e na parada de álbuns semanais da Oricon no Japão. Uma versão deluxe do álbum foi lançada em setembro de 2016 e apresentava B-sides lançados anteriormente, 2 novas canções cover e as primeiras demos das faixas do álbum original. Em agosto de 2016, Very Best of Hinds so Far foi lançado pelo selo Mom & Pop Music. O LP de 10 "limitado a 2.500 cópias continha seis canções (os singles da banda que foram lançados antes de seu álbum de estreia e uma música ao vivo).
Em fevereiro de 2017, a banda projetou uma linha de roupas exclusiva através da Urban Outfitters que também incluiu uma edição limitada exclusiva compacto 7'' de sua música "Holograma", com 50% dos lucros das vendas indo para a Attendance Records, uma organização sem fins lucrativos com sede em Austin fornecendo aos alunos de escolas públicas uma plataforma para criar, escrever e produzir seus próprios álbuns e revistas.

### I Don't Run
A produção do segundo álbum Hinds começou em março de 2017. Em julho de 2017, Hinds executou a faixa-título principal do filme da Disney, Carros 3, para a versão em espanhol da trilha sonora do filme. Em 11 de agosto de 2017, Hinds lançou um cover de "Caribbean Moon" de Kevin Ayers, que foi gravado enquanto fazia seu segundo álbum. O segundo álbum da banda, I Don't Run, foi lançado em 6 de abril de 2018. O álbum foi precedido pelos singles e videoclipes de "New For You", "The Club" e "Finally Floating". Em outubro de 2018, a banda lançou o novo single "British Mind" junto com um videoclipe.

### The Prettiest Curse
O terceiro álbum de estúdio do Hinds, The Prettiest Curse, foi lançado em 5 de junho de 2020 pela Mom + Pop Music. Foi originalmente agendado para 3 de abril de 2020, mas foi adiado por causa da pandemia de COVID-19. Inclui instrumentação mais diversa do que os álbuns anteriores, bem como canto em espanhol. Em uma entrevista para o The Forty-Five, a banda explicou sua decisão de mudar seu empresário para este álbum: "Estávamos sob muita pressão de nossa equipe, parte de nossa gestão. Eles começaram a nos culpar por os locais não terem lotado. Todo mundo estava frustrado e isso nos deixou muito tristes."  Durante a pandemia, Hinds gravou uma performance em vídeo de duas canções, "New For You" e "Come Back and Love Me". O vídeo foi gravado separadamente na casa de cada membro da banda e editado em conjunto para lançamento no site da Rolling Stone.
Nas sessões de gravação de The Prettiest Curse, a banda também gravou um cover de "Spanish Bombs" do The Clash. Explicando por que escolheram aquela música, a banda disse: "Como espanhóis, não costumamos receber elogios em músicas, como Nova York ou Londres, então o Clash ao escrever uma música sobre nossa guerra civil nos fez sentir honrados". Eles lançaram a música em 31 de julho de 2020 e tocaram em 21 de agosto de 2020 durante um show de tributo ao 68º aniversário de transmissão ao vivo para Joe Strummer chamado "A Song for Joe: Celebrating the Life of Joe Strummer".
Em 21 de agosto de 2020, Hinds lançou um single junto com a banda japonesa CHAI chamado "United Girls Rock'n'Roll Club", que tem letras em espanhol, japonês e inglês. A música foi lançada com um videoclipe.

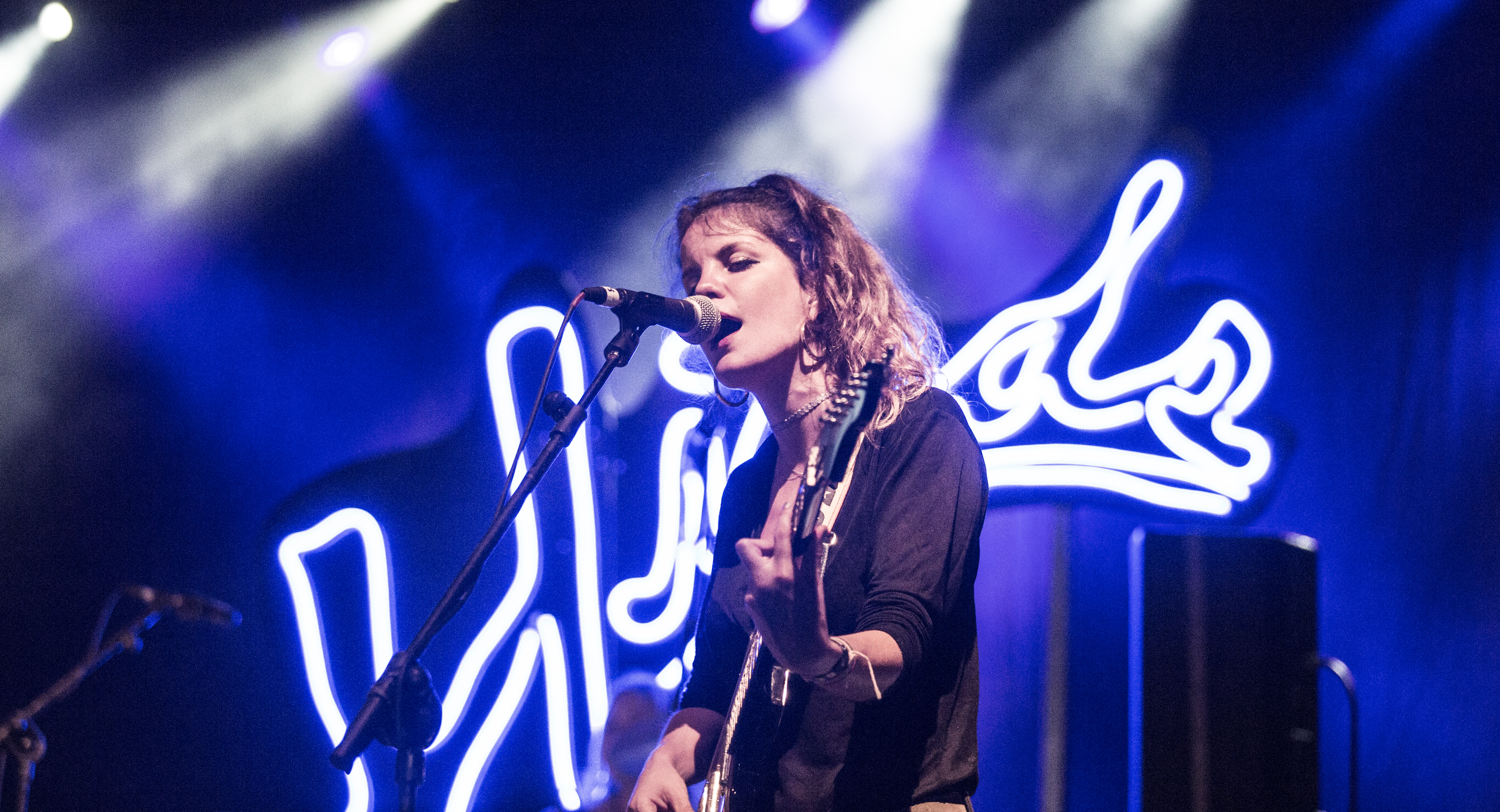
Carlotta Cosials em concerto

## Estilo musical
Em geral, enquadra-se as Hinds num estilo Garage rock, Garage pop e Lo-fi, ainda que elas se declarem em entrevistas que "não querem rotular sua música". No entanto, sim, têm declarado que suas maiores influências são Black Lips, Ty Segall e Mac DeMarco, bem como a emergente cena garage madrilense como The Parrots e Os Nastys, cuja canção "Holograma" foi a primeira gravação de Carlotta e Ana como duo.

## Instrumentos
Em uma entrevista de 2020 para a Mixdown, Hinds falou sobre os instrumentos que tocam. O baixista Ade Martin toca um baixo de escala curta Kalamazoo KB1 1966 com um amplificador Fender Bassman 100T e gabinete Fender Bassman 810 Neo Enclosure. A guitarrista e cantora Ana Perrote toca uma Fender American Jazzmaster com um amplificador Fender Hot Rod Deluxe IV e teclados Casio. O baterista Amber Grimbergen toca uma bateria Gretsch com pratos Zildjian, junto com um pad de amostragem Roland SPD-SX. A guitarrista e cantora Carlotta Cosials toca um Gibson SG Standard Ebony com um amplificador Fender Hot Rod DeVille 212 IV.

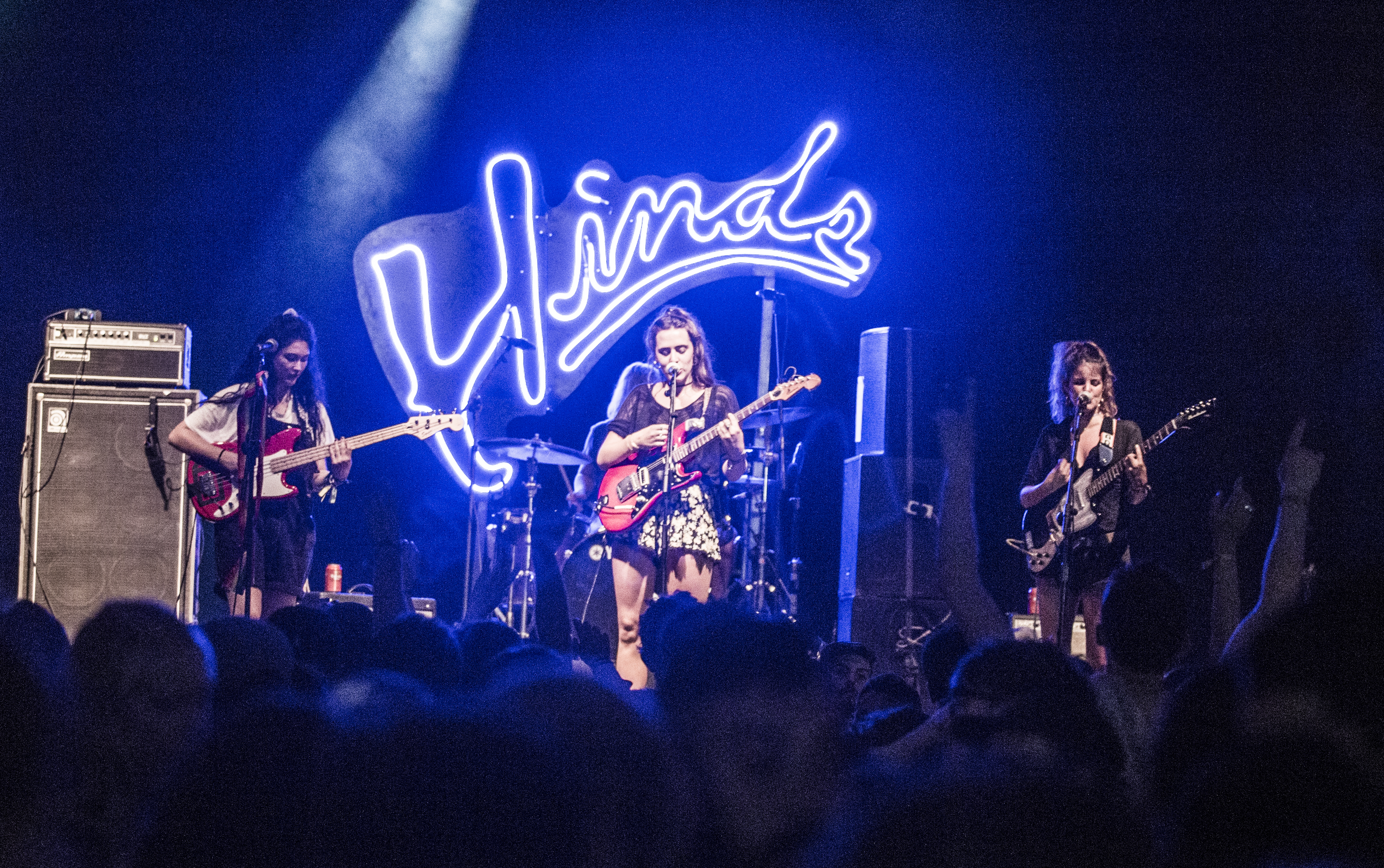
As Hinds durante uma apresentação em 2016

## Vida privada
Mantêm uma estreita relação com o grupo madrilense The Parrots, que têm ajudado na gravação de muitas de suas músicas. Têm demonstrado suas relações de amizade através das redes sociais com artistas como Mac DeMarco, Luke Pritchard ou alguns membros de The Vaccines. As idades das quatro Hinds oscilam entre os 24 e os 29 anos. Todas têm deixado temporariamente os estudos (Relações Internacionais, Arquitetura, Artes cênicas e Publicidade) para se dedicar plenamente ao projeto Hinds.

## Integrantes
- Carlotta Cosials (voz principal, guitarra)
- Ana García Perrote (voz principal, guitarra)
- Ade Martín (baixo)
- Amber Grimbergen (bateria)[42]

## Discografia

### Álbuns
- Leave Me Alone (2016, 8 de janeiro) (Lucky Number) (Reino Unido) #47 UK
- I Don't Run (2018, 6 de abril) (Lucky Number)
- The Prettiest Curse (2020, 5 de junho) (Lucky Number)

### Singles
- Demo (2014, 28 de julho) (Lucky Number, Lucky070) (Reino Unido); (Mom + Pop Music [en] (Estados Unidos)
- Barn (2014, 3 de novembro) (Lucky Number, Lucky074) (Reino Unido); (Mom + Pop Music) (Estados Unidos)
- Chili Town (2015, agosto)
- Burn (2020, julho)

### Compilações
- Burger (2015, 7 de abril) Cassete de edição limitada incluindo todas as músicas Demo y Barn. Publicada por Burger Records em 7 de abril de 2015[43]